# Léo Tudezca
Léo Tudezca (né le 21 décembre 1993 à Besançon) est un lutteur français spécialisé en lutte gréco-romaine et évoluant dans la catégorie des moins de 60 kg.

## Biographie
Léo Tudezca est originaire de Besançon, où il évolue au Club Pugilistique Bisontin puis auprès de l'INSEP. Il enchaîne plusieurs titres nationaux notamment champion de France 2017,, et participe aux championnats du monde 2017 et à ceux d'Europe 2018 mais sans obtenir de place conséquente. Lors des Jeux méditerranéens de 2018 pour la délégation française de lutte gréco-romaine, il obtient une médaille de bronze dans la catégorie des moins de soixante kilos,.
Il est médaillé d'argent dans la catégorie des moins de 60 kg aux Jeux méditerranéens de 2022 à Oran.
Lors des Mondiaux seniors à Belgrade en Serbie, il fait partie des quatorze Français engagés (sept en lutte féminine, cinq en gréco-romaine, deux en lutte libre) pour tenter une qualification directe pour les Jeux Olympiques 2024. Il termine 6ème au classement.